# O’Flaherty-Clan
Der O’Flaherty-Clan (irisch Ó Flaithbertaigh) ist eine bedeutende gälische Familiensippe aus Connacht in Irland, die sich ursprünglich Muintir Mhurchadha nannte.
Engländer normannischer Abstammung besetzten im Jahre 1232 die östlichen Territorien des O’Flaherty Clans im Westen Irlands. Richard de Burgh (* vor 1194; † 1243) befestigte das Areal auf dem als Grenzfeste, die Stadt Galway entstand. Er siedelte dort Familien an, die die Geschicke des im Jahre 1396 mit Stadtrechten versehenen Galway lenkten und später die Stämme von Galway genannt wurden. Der Rest von Connacht blieb für etwa 70 Jahre das letzte unabhängige Gebiet Irlands. Während Ulster, Leinster und Munster von den Anglo-Normannen erobert wurden, wurden die Clans der O’Connor, MacDermott, MacGeraghty und O’Flaherty an der Galway Bay erst einmal in Ruhe gelassen.

## Die Clanhistorie

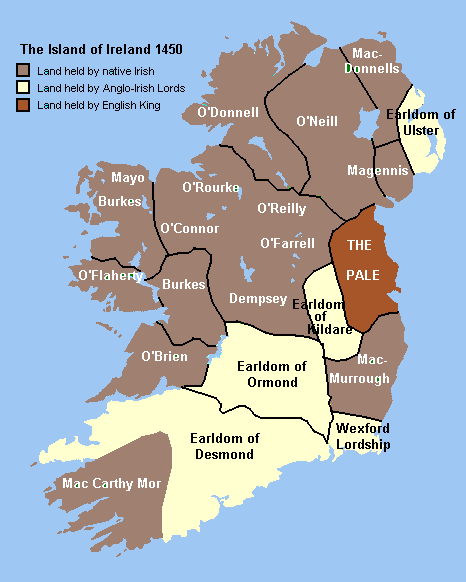
Irland um 1450 – mit dem Clangebiet der O’Flaherty

Der Name der O’Flaherty stammt von Murchada, Flaithbhertaig Mac Ermin (Flaherty, der Sohn von Evin) einem Prinzen von Connacht. Der erste aktenkundige O’Flaherty erscheint im Jahre 1034 in den Annalen – Muireadhach Ua Flaithbheartach, Lord of Ui-Briuin-Seola, ein Abkömmling von Muinter Murchada und des O’Brien-Clans, der nach dem Hochkönig Brian Boru benannt ist. Die O’Flaherty waren ein unabhängiger Unterclan der O’Connor, die die Könige von Connacht stellten. Sitz der O’Flaherty war zunächst Eanach-dúin (Annaghdown), am Ostufer des Lough Corrib, wo sie als erster irischer Clan ein Turmhaus (auch normannischer Donjon genannt) errichteten. Auf dem Platz stand ein Kloster, das St. Brendan gegründet haben soll, der 577 hier gestorben war. Der Ort war im 12. Jahrhundert für kurze Zeit Diözese. Ab dem Jahre 1092 beherrschte „Flaherty O’Flaherty“ für kurze Zeit das Königreich Connacht. Er setzte König „Roderick O’Connor“ ab und blendete ihn. Nach kurzer Zeit übergab er die Herrschaft jedoch an „Aodh O’Connor“. Er wurde 1098 von „Laughlin MacLaughlin“ getötet.
An der Galway Bay dienten die O’Flaherty den O’Connors während des 11. und 12. Jahrhunderts als Seestreitkräfte. Zwischen 1201 und 1235 erlitt der Clan unter der Führung von Aodh O’Flaherty einige Niederlagen gegen die Normannen. Connemara, Gnobeg, Gnomore und die Hälfte der Barony of Ross (Joyce County) behielten sie jedoch für die nächsten 450 Jahre. Der Corrib und die Seen Lough Corrib und Lough Mask, wurden die Grenze zwischen den Normannen und den von den O’Flaherty und den O’Malley gehaltenen Clangebieten.

## Die Normannische Zeit

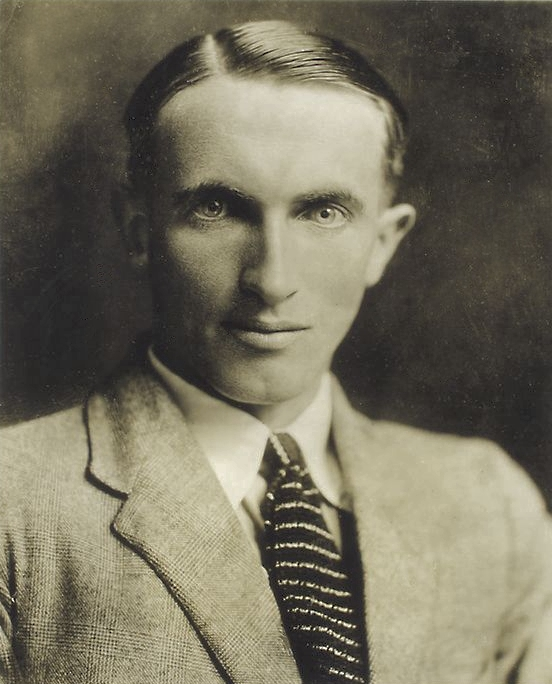
Liam O’Flaherty

Im 14. Jahrhundert erstarkte der Clan wieder und bedrohte zeitweilig die Stadt Galway. An deren Stadtmauer, so besagt ein hartnäckiges Gerücht, brachten die Bürger das Gebet an: „From the Ferocious O Flaherty’s O Lord deliver us“; Vor den wilden O Flaherty’s beschütze uns O Herr. Hugh O’Flaherty erneuerte um 1400 die Kirche von Annaghdown. Seit etwa 1500 saßen die O’Flaherty's auf Aughnanure Castle. Im Jahre 1546 heiratet Donal O’Flaherty die 16-jährige Gráinne Ní Mháille, genannt Granuaile (englisch Grace O’Malley), die Tochter des Clanchefs Owen O’Malley (Black Oak). Damit waren die großen irischen Clans Connachts miteinander verwandt. Aber Donal, der Anwärter auf die Clanführung war, stirbt früh und Grace geht zurück zu ihrer Familie im Mayo. Die Westküste Connemaras beherrschten zu dieser Zeit die Piraten Donal O’Flaherty (Donal of the Wars), seine Frau Grace O’Malley und später Murrough Na Doe O’Flaherty (Murrough of the Axes). Grace O’Malleys Sohn Murrough Na Maor leitete den O’Flaherty Clan Anfang des 17. Jahrhunderts.
In jenen Jahrhunderten lernten die O’Flaherty von den Normannen und errichteten Burgen, Kirchen und Städte und wurden durch Handel und Piraterie reich. 1582 eroberten sie die Aran Islands von den O’Briens. Den O’Flaherty muss die Erhaltung des gälischkeltischen Erbes zugeschrieben werden. Als der Clanchef Murrough Na Doe O’Flaherty im Jahre 1596 starb, waren die Brehon Laws immer noch Grundlage des Rechts.

## Das Ende der Clanherrschaft
Im Jahre 1642 fand das berüchtigte „Massaker an der Brücke bei Shrule“ statt, wo etwa 30 – 65 (die Angaben schwanken) englische Protestanten ermordet wurden. Einige wurden von den Mönchen des Klosters Ross Errilly gerettet. Während die Mörder unbekannt blieben, wurde behauptet, die Protestanten habe der Zorn der O’Flaherty getroffen. Eammon O’Flaherty, ein Oberst der irischen Armee wurde für das Ereignisse verantwortlich gemacht und von der siegreichen englischen Armee im Jahr 1653 hingerichtet. Die meisten Historiker halten dies für eine von den britischen Puritanern gemachte Propaganda, um ihre Armeen zu mobilisieren und auch den noch freien Teil Irlands zu besetzen.
Roderick O’Flaherty war im 17. Jahrhundert irischer Historiker. Sein Buch Ogygia (Altertümer) wurde zur Quelle der irischen Geschichtsschreibung. Seine Güter wurden im Jahr 1653 beschlagnahmt. Er starb verarmt im Jahr 1718. Anlässlich der großen Hungersnot (Great Famine) im Jahre 1840 verließen viele O’Flaherty Irland und gingen in die neue Welt. Liam O’Flaherty (1896–1984) war ein bedeutender irischer Schriftsteller. Hugh O’Flaherty (1898–1963) war ein Priester der römisch-katholischen Kirche und während des Zweiten Weltkriegs Widerstandskämpfer im besetzten Italien. Bridie O’Flaherty und ihre Tochter Terry O’Flaherty waren am Ende des 20. und Anfang des 21. Jahrhunderts Bürgermeisterinnen von Galway.